# ميشال ديان
ميشال ديان هو لاعب كرة قدم سلوفاكي في مركز الوسط، ولد في 13 نوفمبر 1981 في ترنافا في سلوفاكيا. لعب مع بوهيميانز 1905 ونادي داك 1904 دونيسكا ستريدا ونادي سبارتاك ترنافا ونادي سبارتاك ميافا ونادي هراتس كرالوفه.